# Luces de variedades
Luces de variedades (en italiano; Luci del varietà) es una película cómica italiana de 1950 producida, escrita y codirigida por el veterano Alberto Lattuada y un joven Federico Fellini. Está protagonizada por Peppino De Filippo, Carla Del Poggio y Giulietta Masina. La película trata sobre una joven hermosa y ambiciosa que se une a una compañía de vodeviles de tercera categoría que acaba provocando una serie de celos y crisis emocionales. La película significó el inicio de la carrera como director de Federico Fellini, si bien fue una colaboración (en la producción, dirección y guion) con Alberto Lattuada. Hasta ese momento, Fellini había trabajado principalmente como guionista (notable su participación en Roma, città aperta, de Roberto Rossellini), mientras que Lattuada era ya un reconocido y respetado director de películas neorrealistas y de adaptaciones literarias. 
En 2008, la película fue incluida en la lista de 100 film italiani da salvare del Festival de Venecia y el Ministerio de Cultura de Italia, una lista creada con el objetivo de reunir "las cien películas que han cambiado la memoria colectiva del país entre 1942 y 1978". 

## Argumento

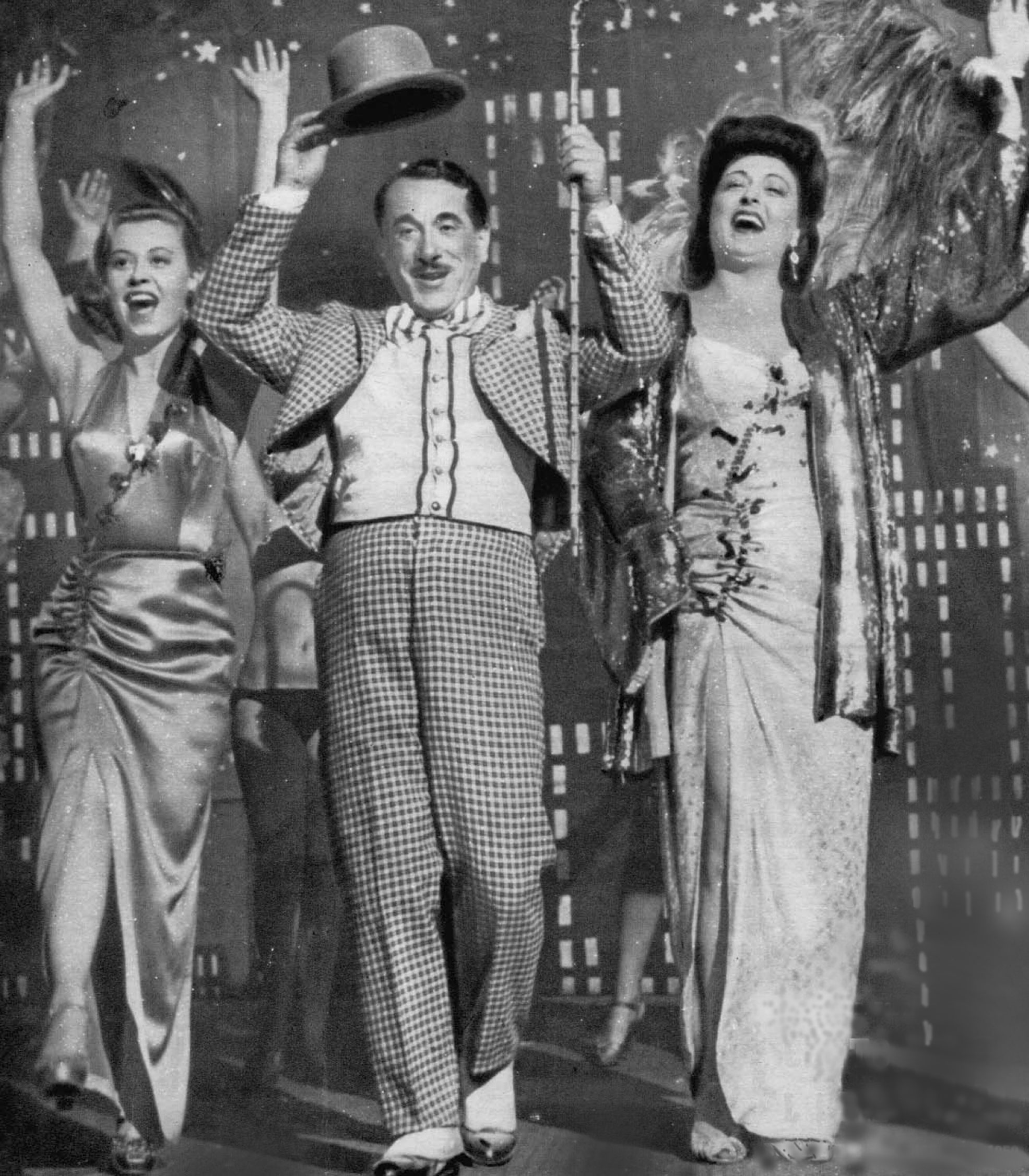
Giulietta Masina, Peppino De Filippo y Gina Mascetti (1911- 1995).

Checco Dalmonte (Peppino De Filippo) es el capocomico de la compañía Polvere di stelle, que realiza espectáculos de variedades en distintos teatros de provincias y en la que también actúa Melina Amour (Giulietta Masina), su novia. Durante una actuación en un pequeño pueblo, es abordado por la joven y bella Liliana (Carla Del Poggio), quien le pide que la deje ingresar al mundo del espectáculo, pero todos los integrantes de la compañía, siempre en quiebra, se oponen, considerándolo solo un costo extra. 
Liliana no se rinde y sigue a la compañía en su viaje hacia otro teatro provincial. Aquí, aprovechando la atracción que Checco siente por ella, logra ser contratada como bailarina y pronto roba el show a los demás actores. En ella se fija en el rico abogado La Rosa quien, con la intención de seducirla, invita a los comediantes a su casa. Aceptan con entusiasmo la oferta, muy felices de poder cenar gratis por una vez, pero cuando La Rosa intenta entrar a la habitación de Liliana, Checco, celoso, se opone con el resultado de que todos salen mal echados y tienen que llegar a pie. estación distante.
Checco, cada vez más atraído por la nueva soubrette, deja a Melina y abandona el grupo para intentar organizar un nuevo espectáculo del que Liliana es la primera estrella. Pero la joven pronto comprende que Checco no tiene crédito en el mundo de la revista y lo abandona por un rico empresario teatral del que se convierte en amante. Abatido y sin un centavo, Checco regresa con Melina, quien lo perdona y, para permitirle montar un nuevo espectáculo, le presta el dinero que había ahorrado con mucho esfuerzo. Pero ésta también será una empresa de poco valor.
Una tarde, en la estación, Liliana, elegantemente vestida y en compañía de su rico amante, parte en un lujoso tren hacia Milán, donde le espera el éxito. Desde la ventana ve a Checco y su andrajosa compañía en el camino opuesto, vestidos con sus habituales ropas arrugadas, subiendo a un incómodo tren popular para llegar a uno de los habituales destinos provinciales. La calma y el cariño familiar de Melina parecen haber reconquistado a Checco. Pero la tentación siempre está a la vuelta de la esquina, y en ese vagón de tercera clase Checco le propone a otra chica convertirse en corista.

## Reparto
- Peppino De Filippo como Checco Dal Monte
- Carla Del Poggio como Liliana «Lilly» Antonelli
- Giulietta Masina como Melina Amour
- John Kitzmiller como Johnny
- Dante Maggio como Remo
- Checco Durante como el dueño del teatro
- Gina Mascetti como Valeria del Sole
- Giulio Calì como faquir
- Silvio Bagolini como Bruno Antonini
- Giacomo Furia como duque
- Mario De Angelis como maestro
- Vanja Orico como Moema, cantante brasileña
- Enrico Piergentili como el padre de Melina
- Renato Malavasi como el hostelero
- Joseph Falletta como el pistolero Bill
- Folco Lulli como Adelmo Conti

## Producción

### Guion

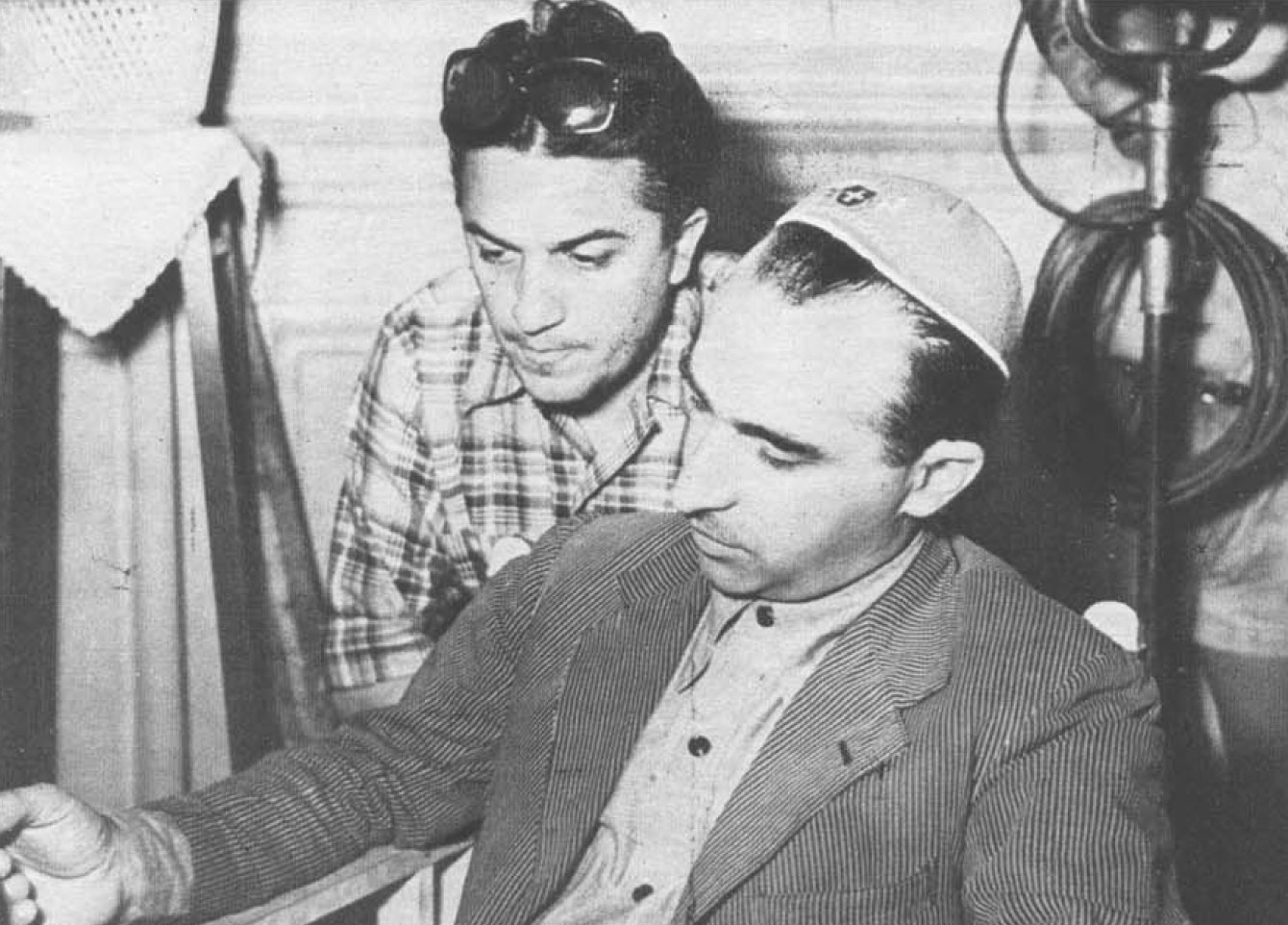
Federico Fellini y Alberto Lattuada, trabajando en Luces de Variedades, quienes escribieron, produjeron y dirigieron la película.

Según la actriz Carla Del Poggio, esposa del director Alberto Lattuada, ella fue la primera en tener la idea original de la película: «Me gustaría conectar de nuevo con la danza, mi primer amor artístico.»Le comentó la idea a Federico Fellini y a su mujer, Giulietta Masina, con quienes ella y su marido mantenían entonces una estrecha amistad profesional y personal. Según el propio Lattuada, los cuatro eran «un cuarteto de amigos inseparables». Para la historia, Fellini sacó del cajón una historia que ya había escrito anteriormente  acerca de los espectáculos de variedades, que, como dijo después, «eran recuerdos de las provincias italianas vistas desde las ventanillas de los trenes y desde las alas de los teatros destartalados y mal iluminados cuando estaba de gira por Italia», a los que se añadieron unas entrevistas radiofónicas que realizó a Aldo Fabrizi realizadas a principios de los años cuarenta. 
Alberto Lattuada también sentía gran simpatía por los espectáculos de variedades. Como recordó su hermana Bianca, «Alberto no estaba nada desconectado de las variedades, de hecho, las amaba profundamente. Fue su pasión compartida por los comediantes los que los llevó a ambos hacer una película como Luces de variedades.» Massimo Mida, entonces asistente de dirección de la película, la presentó como «un mundo que los dos cineastas desean retratar con simpatía», y como un intento «dirigido a excavar en los personajes, con la intención de mirar la vida del personaje con ironía, pero siempre con cariño, incluso por los aspectos más mezquinos». Además de los dos directores, en la escritura del guion colaboraron Tullio Pinelli y, sin acreditar, Ennio Flaiano. Tanto Pinelli como Flaiano serían posteriormente colaboradores habituales en la escritura de los guiones de las obras de Fellini, siendo esta su primera colaboración conjunta. 

### Desarrollo
Los dos directores recurrieron primeramente para financiar la película a Lux, con la que Lattuada después de tantos años de colaboración activa experimentaba crecientes malentendidos.«Cuando hablamos con Ponti sobre esta idea – recordó Lattuada – nos dijo que el tema no estaba bien, que era un tema que no funcionaba. De todos modos nosotros seguimos adelante». Tras el rechazo de Lux, Lattuada, decidió autoproducir la película: «En este punto – escribió – mi deseo de autonomía creativa se convierte en presunción. Quiero producir una película, quiero competir con los grandes productores de la época». Con esta decisión, el director milanés puso en práctica una intención ya expresada en septiembre de 1949 en Perugia, cuando durante una conferencia declaró que «el cine no tiene autonomía, vive bajo censura, cuesta demasiado, se ha convertido en un hecho industrial que poco o nada tiene que ver con el arte. Debemos dar al cine su autonomía económica». 

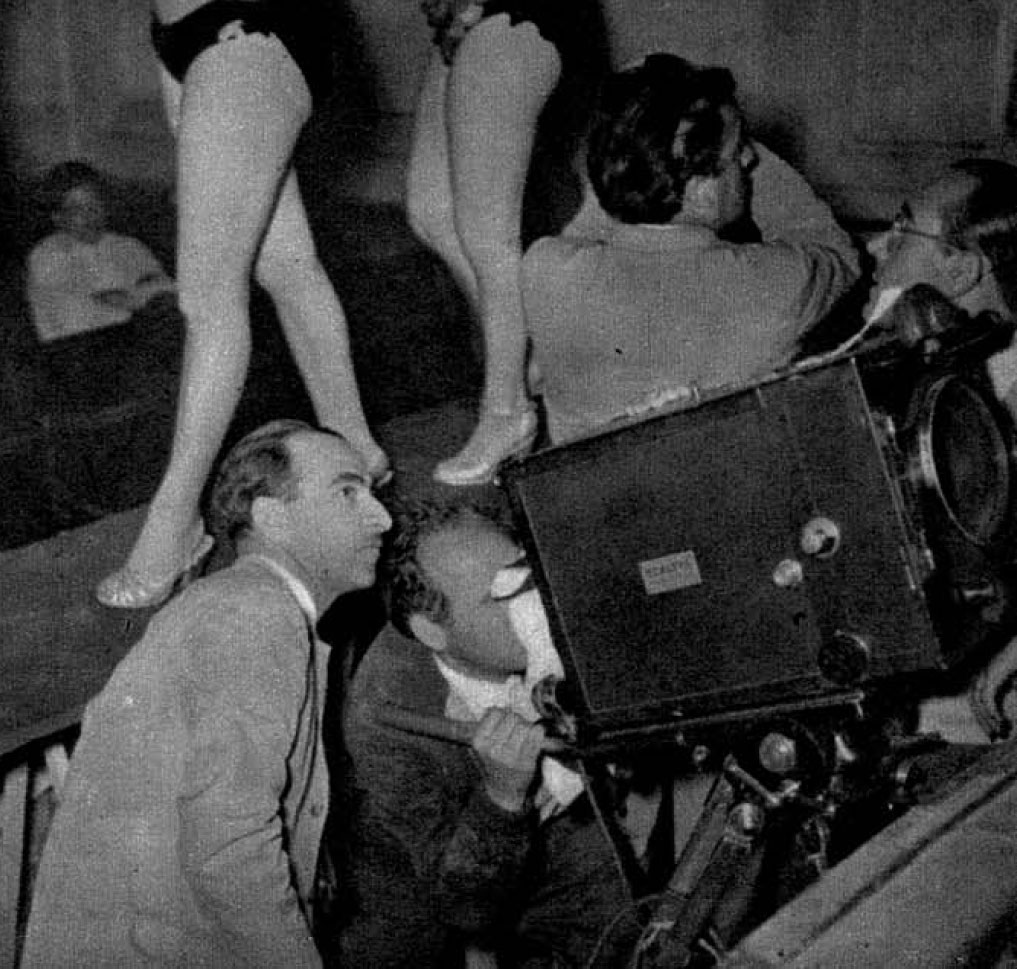
Alberto Lattuada durante el rodaje de la película.

Para producir la película, Lattuada y Fellini eligieron un camino inusual: crearon una cooperativa formada por los dos directores, sus respectivas esposas y John Kitzmiller (método que luego seguiría, aunque con muchas diferencias, Carlo Lizzani para la producción de Atención, ¡bandidos!), que estaba asociada al 35% con Film Capitolium de Mario Ingrami, y en la que invirtieron mucho patrimonio personal. Contagiados por el entusiasmo de los dos directores, algunos actores, entre ellos Peppino De Filippo, a pesar de no querer incorporarse a la empresa, aceptaron trabajar con el mínimo sindical. Primero llamada Figli d'arte, luego Piccole stelle, Luci del varie fue filmada en las fábricas Scalera de Roma, con exteriores en Capranica. El rodaje comenzó en primavera y concluyó en agosto de 1950.

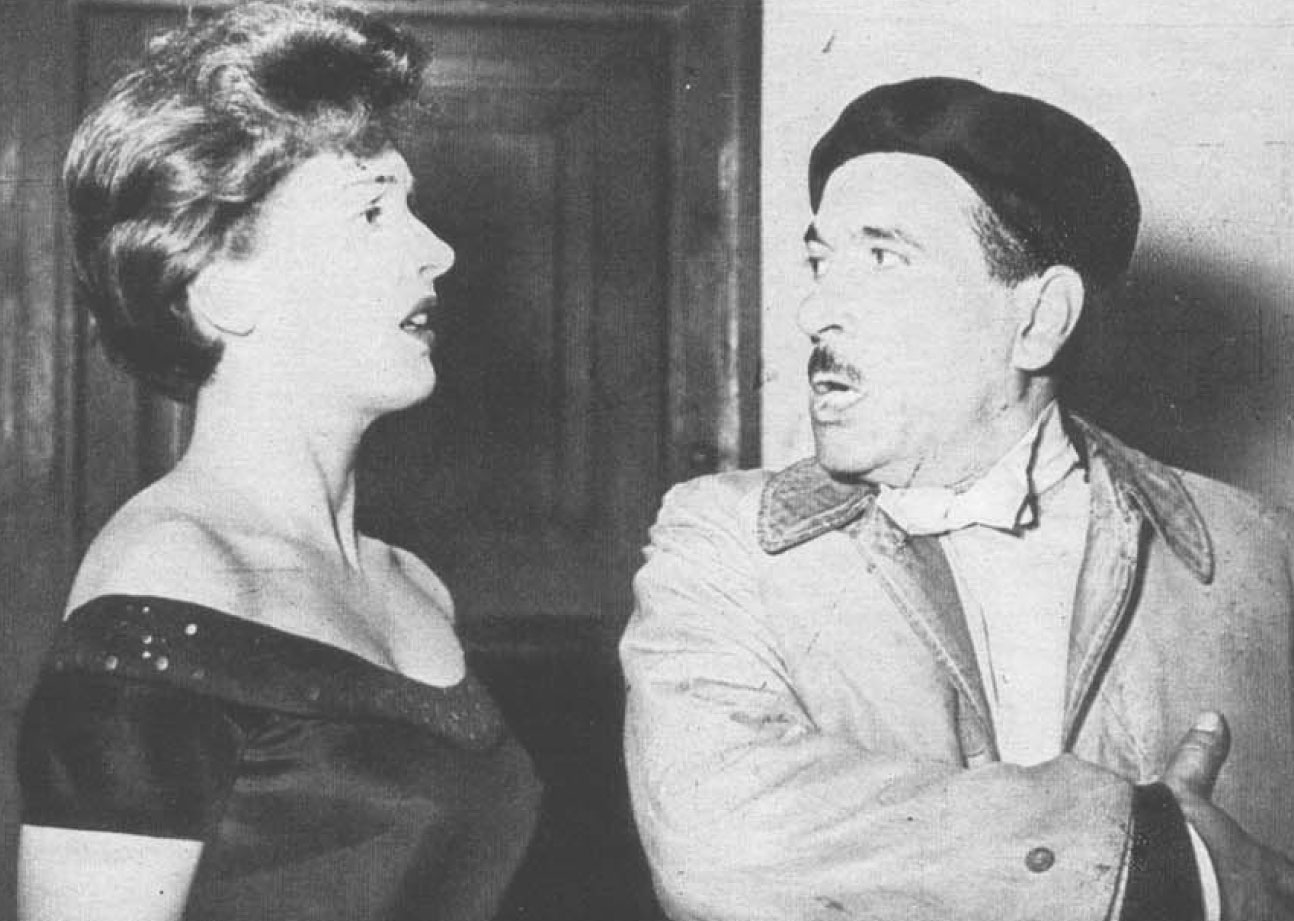
Carla Del Poggio y Peppino De Filippo en el rodaje de la película.

Los problemas comenzaron ya durante la producción. «Mi hermana Bianca –escribiría más tarde Lattuada– adviertió de que nos salimos del presupuesto, pero estábamos en plena euforia de la libertad artística y no escuchamos las razones de las cifras». Mientras tanto, el productor Carlo Ponti, después de haber rechazado la propuesta de Lattuada y Fellini, cambia de opinión y decide realizar una película sobre el mismo tema. Lattuada recuerda que «a mitad del trabajo del guión supimos que Ponti había iniciado Vida de perros con Aldo Fabrizi, Gina Lollobrigida y un grupo de chicas guapas». Comienza  entonces una competencia para ver quién llega primero a los cines.
Una vez terminada la película, surge una grave complicación: Fincine, a la que se había confiado la distribución de la película, quiebra, lo que significa que Luces de variedades pierde un tiempo importante en la competencia con Vida de perros. A esto se suma la decisión de la comisión ministerial de asignar sólo el 10% de contribución a la película (la relativa a las "exigencias mínimas técnicas y artísticas"), negándose a conceder el 8% adicional.«Decisión absurda –según Cosulich– considerando una película que los críticos más autorizados habían juzgado como la mejor película dirigida por Lattuada hasta entonces, debido a la necesidad de "dar cuenta de los "poderes fuertes" del cine italiano, en primer lugar a los grandes productores, a quienes no les gustó que los directores empezaran a autoproducir sus propias películas». Hubo protestas contra esta decisión y se interpuso un recurso y finalmente se restituyó la contribución, pero mientras tanto la primera proyección de Luces de variedades no pudo tener lugar hasta el 6 de diciembre de 1950, más de dos meses después de la de Vida de perros.

### Elección del reparto

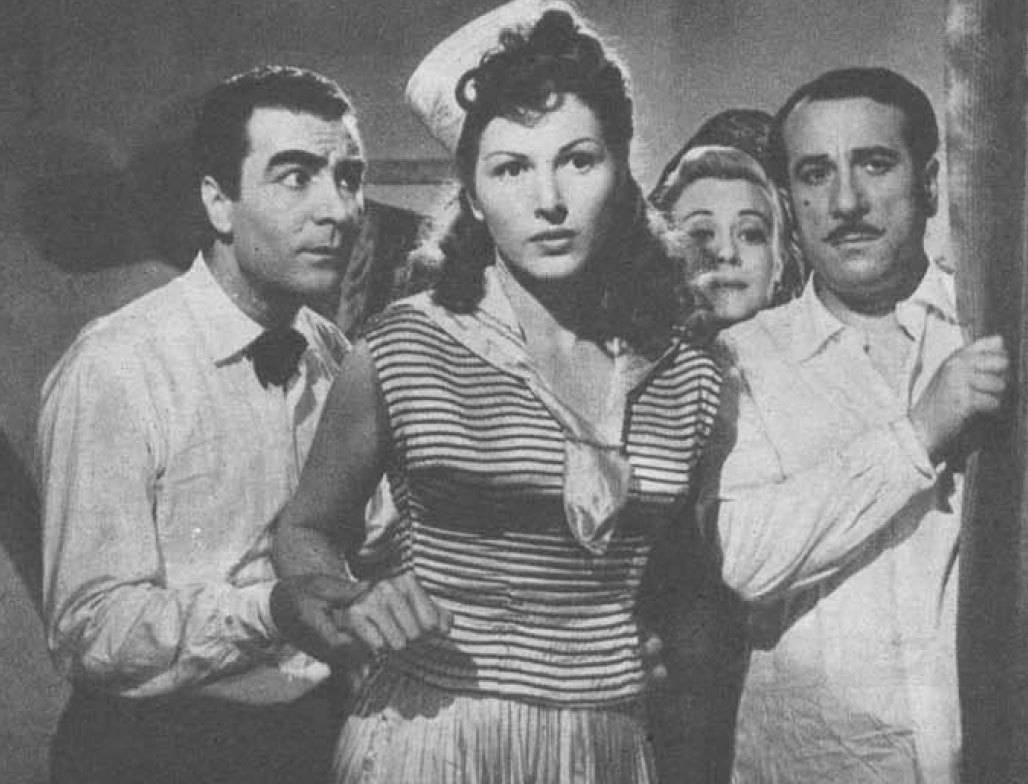
Fotograma de la película con los actores principales.

La película supone la primera colaboración entre Federico Fellini y su mujer, Giulietta Masina, que luego colaboraría con él en sus mayores éxitos como La strada o Las noches de Cabiria. Masina recibirá una Cinta de Plata por su interpretación. La esposa de Lattuada, Carla Del Poggio, también está presente entre los papeles protagonistas. Según Del Poggio, ella quería «hacer el papel de soubrette para poder bailar bien». El cómico Peppino De Filippo interpreta al protagonista del film. «Peppino tiene aquí una gran oportunidad –escribe Enrico Giacovelli– el papel al que todo comediante aspira al menos una vez en la vida», por lo que «considero, no sin razón, su primera película importante, en la que tuvo un papel casi autobiográfico, un personaje que debió recordarle la segunda mitad de los años 20, cuando deambulaba por las calles del centro de Italia con actores dispuestos a todo, impulsados e inspirados más por el hambre que por el arte». 
El reparto incluye también excelentes actores, desde Dante Maggio hasta Folco Lulli o desde Franca Valeri hasta Carlo Romano y Giacomo Furia, todos procedentes, como Mascetti y Calì, de la experiencia de compañías de revista y vodevil. También está presente, John Kitzmiller, afroamericano que ya había trabajado con Lattuada y Fellini en Senza pietà. Lattuada hace un pequeño cameo como asistente de teatro. Además, entre las coristas que acompañan el espectáculo de Liliana/Carla Del Poggio, ahora en camino al éxito, bailan dos chicas aún desconocidas: Giovanna Ralli y Sofia Lazzaro, que más tarde cambiará su nombre y se convertirá en Sophia Loren. También merece la pena mencionar una breve aparición de Tanio Bocci, un director de películas de serie B que se ha hecho conocido como el Ed Wood italiano. 

### Conflicto entre Fellini y Lattuada

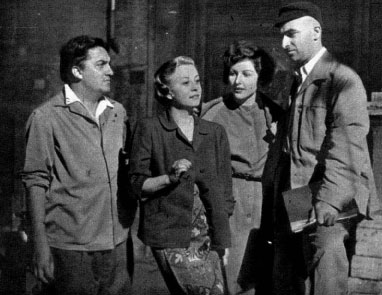
Fellini, Giulietta Masina, Carla Del Poggio y Alberto Lattuada en 1952.

Luces de variedades, además de representar un fracaso económico, también marcó la ruptura de la relación entre los dos directores, cuya colaboración se remonta a los años inmediatos de la posguerra, dando lugar a una larga discusión sobre la atribución de dirección. «No entiendo –declaró Lattuada– por qué Fellini explotó más tarde la idea de que Luces de variedades era algo más suyo que mío, robándome de alguna manera la autoría de la película; con todas las obras maestras que ha realizado, ciertamente no la necesita para mantener su fama». Dos de los intérpretes, Dante Maggio y Silvio Bagolini, también confirmaron esta tesis, aunque con diferentes matices. 
Fellini intervino al respecto con declaraciones contradictorias: «Mi primera película fue Luci del varietà; la dirección y el tema eran míos», afirmó, mientras que en otra ocasión, por el contrario dijo que «en verdad Lattuada hizo todo, yo me limité a observar».
En este debate también participaron los críticos, intentando identificar las aportaciones específicas de los dos directores dentro de la película. Si, en opinión de Canziani, «la secuencia nocturna, anticipo de las famosas noches de disipación, desde I vitelloni hasta La dolce vita, debe atribuirse a Fellini, mientras que las secuencias finales y la definición psicológica de los personajes son de Lattuada», según Turroni Luces de variedades es «una película de Fellini en el plano general de las escenas del amanecer, en la secuencia del dormitorio público y en la figura del trompetista. El resto es la seca objetividad de Lattuada».
Sobre el tema también se pronunció Bianca Lattuada, según la cual Fellini rodó sólo tres escenas: la melancólica salida de la compañía de la casa hacia la estación al amanecer, el encuentro con el trompetista negro en la noche romana y el despertar en el 'hotel de la pobre, recordando que «la presencia de Fellini en el set fue más bien modesta, nunca fue a la sala de montaje y abandonó el set unos días antes del final del rodaje».

## Recepción

### Taquilla
Plagada de dificultades de producción, la película resultó ser un fracaso comercial, recaudando entonces alrededor de 177 millones de liras, mientras que su "competidor" Vida de perros) obtuvo unos ingresos mucho más elevados. Lattuada habla irónicamente de «excelentes críticas, pero escasa recaudación» y añade que «las deudas han consumido mis recursos y los de Fellini. De Laurentiis nos salva del desastre y Federico y yo filmaremos como trueque el final de Attila. Escribo en la pared de mi estudio 'prestatario de obra para siempre'.»
La catástrofe financiera endeudó a Lattuada durante varios años. El director se ve entonces obligado a una especie de "canossa" con Lux, aceptando dirigir Anna, una película melodramática protagonizada por Silvana Mangano que fue muy popular a principios de los años cincuenta y que tendrá un resultado económico sensacional (mil millones de ingresos sólo en Italia) lo que permitió a Lattuada saldar sus deudas y comprometerse con la producción de Il cappotto.

### Crítica

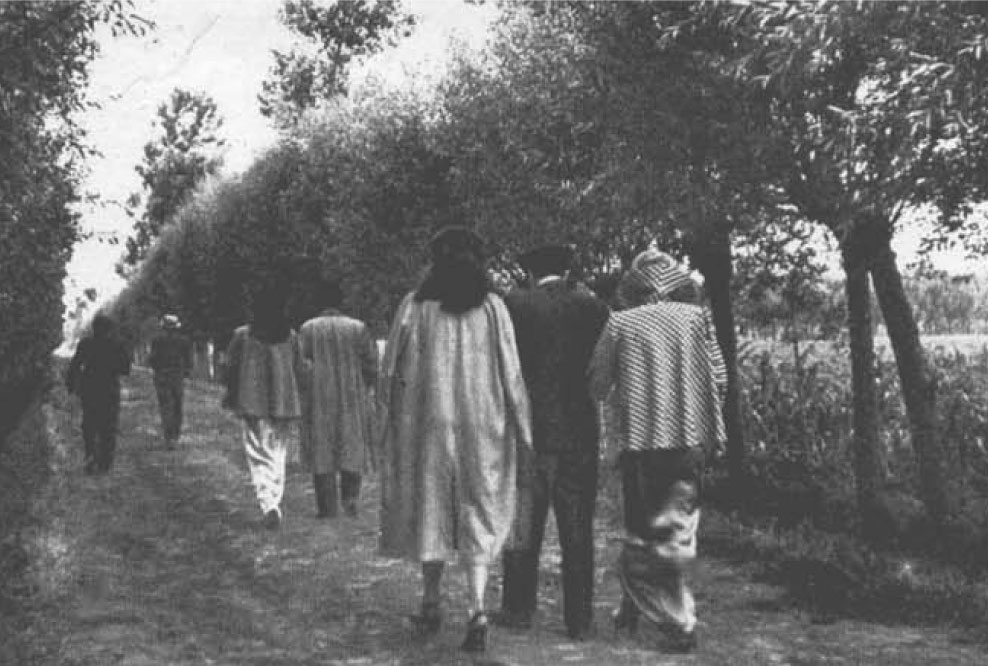
Melancólica escena del alba, cuya dirección se atribuye a Fellini.

Como había observado irónicamente Lattuada, ante el fracaso económico, la recepción crítica fue en general buena. La película fue analizada por Il Corriere della Sera, que la presentó como "un experimento interesante" en la fórmula de producción. El crítico italiano Arturo Lanocita escribió esto en el número del 13 de enero de 1951 del diario: 

Es curioso que esta película, cuya dirección ha estado a cargo de un guionista, parece no tener un guion propiamente dicho y da la impresión de haber sido improvisada en la víspera del rodaje. Su estructura carece de solidez; muchos de sus episodios, de esencia. Algunos de ellos (el desvanecimiento de la canción) tienen algo melodramático. Sin embargo, ciertas secuencias (el movimiento de las mandíbulas cuando los comediantes comen en un banquete, el espectador que silba a la transformista y ya no se atreve a hacerlo cuando encarna ella a Garibaldi, porque Garibaldi significa algo en un local popular) testimonian una inventiva aguda e ingeniosa. La película en conjunto resulta entretenida y agradable, por irregular que parezca; es una lástima que sus personajes suenen a ya visto y sean de un patetismo trillado y que, de entre todos, la menos claramente perfilada sea precisamente la joven protagonista [...]

Para La Stampa la película se trata de una «serie de episodios que se desarrollan con una agradable frescura de ritmo y con una sonrisa velada por la melancolía».
Las valoraciones de Bianco e Nero fueron muy positivas ("una película como Luci del varietà hará bien al cine italiano; aborda un tema nuevo con notable valentía e inteligencia (...). Toda la primera parte se basa en una película verdaderamente ejemplar y culmina con la salida de los cómicos de casa del abogado al amanecer. El compromiso de Lattuada y Fellini es espontáneo, inmediato») y del Cine para el cual «es precisamente la autonomía económica la que permite a los realizadores crear una importante, obra significativa, sustancialmente diferente de Vida de perros. Luces de variedades sigue siendo una película importante, también por los medios expresivos utilizados, por primera vez Lattuada tiende un puente -y la contribución de Fellini es evidente en este sentido- entre él y sus personajes, ricos en calidez humana, en una actuación que a menudo remite a la commedia dell'arte». 